# Saint Croix
Saint Croix  (špa. Santa Cruz, niz. Sint-Kruis, fra. Sainte-Croix, dan. Sankt Croix), u prijevodu Sveti Križ, otok je u Karipskome moru iz skupine Malih Antila ujedno i najveći otok Američkih Djevičanskih Otoka.

## Zemljopis
Otok je brdovit, a najviša vrh je 355 metara nadmorske visine. Zapadni dio otoka je dosta kišovitiji od istočnog. U sušnom razdoblju otočanima nedostaje pitke vode. Većina domova ima cisterne za prikupljanje kišnice.
Glavni grad otoka je Christiansted koji ima 3000 stanovnika (2004.). Na cijelom otoku živi oko 60 000 stanovnika. Tvrđava Christiansted potječe iz 1749.
Vode oko Saint Croixa bogate su ribom i koraljima.
Na otoku se nalazi američko-venezuelanska kompanija Hovensa, jedna od najvećih rafinerija nafte na svijetu. Druga važna industrijska grana je proizvodnja tamnog ruma u lokalnoj destileriji osnovanoj 1760.

## Povijest
Prvi stanovnici otoka bili su Indijanci Arawak i Carib. Kristofor Kolumbo se iskrcao na otok 14. studenoga 1493. i dao mu ime Santa Cruz. Španjolci su se stotinjak godina neuspješno borili za preuzimanje nadzora nad otokom od mjesnih Indijanaca. U 17. stoljeću na otoku su se smjenjivali Nizozemci, Englezi, Španjolci, malteški vitezovi i Francuzi. Francuzi su na otok započeli uzgajanjem duhana, pamuka, šećerne trske i indiga. Danska zapadnoindijska kompanija kupila je otok 1733. i nastavila uzgoj šećerne trske na otoku koristeći se domaćim stanovništvom kao ropskom radnom snagom. Kasnije su na otok dovedeni Indusi. Uzgoj šećerne trske na otoku postao je neekonomičan ukidanjem ropstva i početkom uzgoja šećerne repe u Europi.
Sjedinjene Američke Države kupile su otok 1917.
Razorni uragan gotovo ga je u potpunosti uništio 1989., otok je oporavljen uz američku pomoć.

## Poznate osobe
- Tim Duncan, američki profesionalni košarkaš, rođen na otoku

## Vanjske poveznice

### Ostali projekti
|  | Zajednički poslužitelj ima još gradiva o temi Saint Croix |